# Democracia inclusiva
La Democracia Inclusiva (DI) es un proyecto político por la democracia política directa, la democracia económica (más allá de los confines del mercado, en especial, del financiero), la democracia en el ámbito social y la democracia ecológica. El proyecto teórico de la DI (para distinguirlo del proyecto político que es parte de la tradición democrática y más) emerge del trabajo del filósofo político, antiguo académico y activista Takis Fotopoulos en Towards An Inclusive Democracy (Hacia una democracia inclusiva) y fue desarrollado más tarde por él y otros escritores en el journal Democracy & Nature y su sucesor The International Journal of Inclusive Democracy.
De acuerdo a Arran Gare, Towards An Inclusive Democracy, “ ofrece una nueva y poderosa interpretación de la historia y la dinámica destructiva del mercado y provee una nueva e inspiradora visión del futuro en lugar de las formas existentes de neo-liberalismo y socialismo”. También, como David Freeman señala, aunque la aproximación de Takis “no es abiertamente anarquismo, sin embargo el anarquismo parece ser la categoría formal en la que él desarrolla su trabajo, dada su entrega a la democracia directa, el municipalismo y la abolición del estado, del dinero y de la economía de mercado”.

## Definición
La DI es una nueva concepción de la democracia, que, usando como punto de partida la definición clásica de esta, expresa la democracia en términos de democracia política directa, democracia económica (más allá de los límites de la economía de mercado y la planificación estatal), así como también una democracia en el espacio social y una democracia ecológica. Resumiendo, la democracia inclusiva es una forma de organización social que reintegra a la sociedad con la economía, la politeia y la naturaleza. El concepto de la democracia inclusiva se deriva de una síntesis de dos grandes tradiciones históricas, la clásica democrática y la socialista, aunque también incluye a la verde radical, la feminista, y la de movimientos de liberación del Sur"
El punto de partida del proyecto de la Democracia Inclusiva es uno en el cual el mundo, en el comienzo del nuevo milenio, enfrenta una crisis multidimensional (económica, ecológica, social, cultural y política) que se ha visto ha sido causada por la concentración del poder en las manos de varias élites. Esto es interpretado como un efecto del sistema establecido, en los últimos siglos, del sistema económico de mercado (en el sentido de Karl Polanyi), la democracia representativa y sus relacionadas formas de estructura jerárquica. Así, una democracia inclusiva se la ve no solo como una utopía, sino tal vez como la única salida fuera de la crisis, basada en la distribución igualitaria del poder en todos los niveles.
En esta concepción de la democracia, el espacio público incluye no solo el espacio político, como es usual en el proyecto republicano o democrático (Hannah Arendt, Cornelius Castoriadis, Murray Bookchin y otros), sino también el espacio económico y el ecológico. El espacio político es la esfera de las decisiones políticas, el área en la que se ejerce el poder político. El espacio económico es la esfera de las decisiones económicas, el área en la cual el poder económico se ejerce sobre las amplias decisiones de cualquier sociedad de escasez. El espacio social es una esfera de decisiones en el trabajo, la educación y cualquier otra institución económica o cultural; lo cual es un elemento constitutivo de una sociedad democrática. El espacio público podría ser extendido para incluir el espacio ecológico, el cual puede ser definido como la esfera de las relaciones entre la sociedad y la naturaleza. Así, el espacio público, en contraste al espacio privado, incluye cualquier área de la actividad humana en la cual decisiones pueden ser hechas colectivamente y democráticamente.
De acuerdo con estos cuatro espacios, podríamos distinguir entre cuatro elementos constitutivos de una democracia inclusiva: el político, el económico, la democracia en el espacio social y el ecológico. Los primeros tres elementos forman el marco institucional, que desea la distribución igualitaria del poder político, económico y el poder social respectivamente. En este sentido, estos elementos definen a un sistema, que desea a la eliminación efectiva de la dominación del ser humano sobre otros seres humanos. En forma similar, la democracia ecológica se la define como el marco institucional, que desea eliminar cualquier intento humano de dominar al mundo natural, en otras palabras, el sistema, que desea reintegrar a los humanos con la naturaleza.

## Marco institucional
Convenio mediante el cual el PNUD confía a una institución designada por el Gobierno la responsabilidad total de movilizar los insumos del proyecto PNUD y aplicarlos eficazmente, en combinación con los recursos propios y otros recursos disponibles, para el logro de los objetivos del proyecto.

### Democracia política o directa
La condición necesaria para el establecimiento de una democracia política envuelve la creación de instituciones apropiadas, la cual asegura una distribución equitativa del poder político entre todos los ciudadanos. Todas las decisiones políticas (incluyendo aquellas relacionadas con la formación y ejecución de las leyes) son tomadas por el cuerpo colectivo de ciudadanos y sin representación. El cuerpo de ciudadanos de un área geográfica en particular consiste de todos los residentes que sobrepasan cierta edad de madurez, sin importar sus sexos, razas, etnias y sus identidades culturales. La edad de madurez se define a través del cuerpo de ciudadanos.
La condición suficiente para la reproducción de una democracia política se refiere al nivel de conciencia democrática del cuerpo de ciudadanos y, como señalan David Gabbard y Karen Appleton, “la responsabilidad de cultivar la conciencia democrática requerida para esta concepción de ciudadanía descansa en paideia” la cual envuelve no solo educación sino el desarrollo de un carácter y destrezas balanceados, i.e. la educación de los individuos como ciudadanos, que por sí sola puede dar un contenido sustantivo al espacio público. Esto es así, porque la democracia puede ser solo fundada en la decisión bajo conciencia para una autonomía individual y colectiva. Por tanto, no puede ser el resultado de ninguna ley natural, social o económica o de ninguna tendencia que tienda dialécticamente a ella, deje aparte, cualquier dogma místico o divino y cualquier preconcepción. En este sentido, ni la democracia representativa ni tampoco la democracia soviética reúnen las condiciones de la democracia política, sino que solo son formas de oligarquía política, donde el poder político es concentrado en las manos de varias elites, i.e. profesionales de la política, y burócratas partidarios respectivamente.
La unidad básica para tomar decisiones en la democracia inclusiva es la asamblea demótica, i.e. la asamblea del pueblo, el cuerpo de ciudadanos en un área geográfica dada, la cual podría abarcar un pueblo y las villas de alrededor, o incluso los vecindarios de ciudades grandes. Esto es muy cercano al concepto de ‘villa urbana’ propuesto actualmente por los defensores de la economía de decrecimiento. Comoquiera, aparte de las decisiones locales, muchas decisiones importantes necesitan ser hechas a nivel regional o confederado.
Es por esto que, como observa Serge Latouche, el objetivo de la Democracia Inclusiva “presupone una confederación del pueblo” hecha de unidades pequeñas y homogéneas de cerca de 30,000. Por tanto, la democracia inclusiva hoy puede solo tomar la forma de una democracia confederada que este basada en una red de consejeros administrativos cuyos miembros o delegados son elegidos a través de una asambleas democráticas cara a cara celebrada en todos los pueblos. Así, su papel es puramente administrativo y práctico, no con poder de decisiones, contrario al papel de los representes en una democracia representativa.
El cuerpo de ciudadanos es aconsejado por expertos, pero es el cuerpo de ciudadanos el que funciona como la entidad que toma las decisiones. La autoridad puede ser delegada a un segmento del cuerpo de ciudadanos para realizar deberes específicos, por ejemplo, servir como miembros de cortes populares, o en consejería regional y confederada. Esta delegación es hecha, en principio, al azar, o sobre la base de rotación, y es siempre cuestionable por el cuerpo de ciudadanos. Los delegados para los cuerpos regionales y confederados deben tener mandamientos específicos.
Finalmente, la democracia política o directa implica una concepción muy diferente de ciudadanía a la concepción usual de los liberales y socialista. En esta concepción, la actividad política no es un medio para obtener un final, sino un fin por si, de forma que uno no se inmiscuye en actividades políticas simplemente para promover su propio benéfico, sino para realizar los principios intrínsecos de la vida política, como libertad, igualdad y solidaridad. Esto, en contraste con las concepciones liberales y socio-demócratas las cuales adoptan una visión ‘instrumentalista’ de la ciudadanía, i.e. una visión la cual implica que la ciudadanía capacita ciudadanos con ciertos derechos que ellos pueden ejercitar como medios para obtener beneficios individuales.

### Democracia económica
El proyecto Democracia inclusiva (DI) introduce una concepción muy diferente a la usual acerca de la democracia económica.
De acuerdo al proyecto DI, la democracia económica es la autoridad del pueblo (comunidad) en la esfera económica—la cual requiere una distribución equitativa del poder económico. Por tanto, todas las decisiones macroeconómicas, en particular, las decisiones concernientes al manejo de la economía como un todo (el nivel total de producción, consumo e inversión, cantidad de trabajo y descanso implicados, tecnologías a ser usadas, etc.) son hechas por el cuerpo de ciudadanos colectivamente y sin representación. Sin embargo, las decisiones microeconómicas en el lugar de trabajo o a niveles domésticos son hechas mediante unidades de producción y consumos individuales utilizando un sistema de certificados (vouchers).
Como en el caso de la democracia directa, la democracia económica hoy, es solo posible al nivel de pueblos o comunidades confederadas. Envuelve la posesión y control de los medios de producción por el pueblo (demos). Esto es radicalmente diferente a las dos principales formas de concertación de poder: capitalista y la economía ‘socialista’ de crecimiento. Es también diferente de los distintos tipos de capitalismo colectivo, tales como control de los trabajadores y versiones más suaves como las sugeridas por socio-demócratas post-Keynesianos. El pueblo (demos), por tanto, se convierte en la unidad auténtica de la vida económica.
Para que la democracia económica sea posible, tres precondiciones deben ser satisfechas: autodependencia Demótica, posesión demótica de los medios de producción, y la distribución confederada de los recursos.
• La autodependencia demótica es definida en términos de una descentralización radical y autodependencia, en vez de autosuficiencia.
• La posesión demótica de los recursos de producción es un tipo de posesión la cual conduce a la politización de la economía, la síntesis real de la economía y la política. Esto es así, porque la producción de decisiones economías es realizada por la comunidad entera, a través de asambleas demóticas, donde la gente hace las decisiones macroeconómicas fundamentales las cuales afectan la comunidad entera, como ciudadanos y no como grupos orientados vocacionalmente (e.g. trabajadores en economía participativa [Parecon en inglés]). Al mismo tiempo, los trabajadores, además de participar en decisiones demóticas acerca del planeamiento de objetivos, participarían también (en el arriba mencionado amplio sentido de los grupos con orientación vocacional) en sus respectivas asambleas de trabajo, en un proceso de modificar/implementando el plan democrático y también dirigiendo su propio lugar de trabajo.
• La asignación confederada de recurso es requerida porque, aunque la autodependencia permite hacer muchas decisiones a nivel comunitario, todavía muchas cosas necesitan ser decididas a nivel regional, nacional y supranacional. Sin embargo, son los delegados (no los representantes) con encargos específicos de las asambleas demóticas quienes están envueltos en el proceso de planeamiento demótico confederado quienes, en combinación con el sistema de certificados propuesto, producen la asignación de recursos en una democracia inclusiva confederada.
Un modelo de democracia económica, como una parte integral de la democracia inclusiva, es descrito en Hacia una Democracia Inclusiva (ch.6), la primera definición de largo alcance de la democracia inclusiva. La principal característica del modelo propuesto, el cual también se diferencia de modelos de planeamiento socialista como Parecon, es que este modelo propone explícitamente una economía sin estado, mercado ni dinero la cual impide la acumulación privada de riqueza y la institucionalización de privilegios para ciertas secciones de la sociedad, sin descansar en un estado de postescasez mítico de abundancia, o en el sacrificio de la libertad de elección. El sistema propuesto se propone satisfacer el doble objetivo de: (a) satisfacer las necesidades básicas de todos los ciudadanos- lo cual requiere que las decisiones macroeconómicas básicas debe ser hechas democráticamente, y (b) garantizar la libertad de elección- la cual requiere que el individuo tome las decisiones importantes que afecten su propia vida (que tipo de trabajo hacer, que consumir, etc.).
Por tanto, el sistema consiste de dos elementos básicos: (1) planeamiento democrático, el cual envuelve un proceso de retroalimentación entre las reuniones del lugar de trabajo, reuniones demóticas y las reuniones confederadas, y (2) Un mercado artificial que usa certificados de valores personales, el cual asegura la libertad de elección, pero evita el efecto adverso del mercado real. Aunque, algunos han llamado este sistema “una forma de dinero basado en la teoría del valor del trabajo”, no es un modelo basado en dinero, puesto que, los certificados de valores no pueden ser usado como un medio general de intercambio y amasamiento de riquezas.
Otro rasgo distintivo de la DI es su distinción entre necesidades básicas y no básicas. La remuneración se hace de acuerdo a necesidades de necesidades básicas, y de acuerdo a los esfuerzos para las necesidades no básicas. La DI se basa en el principio de que la satisfacción de las necesidades básicas es un derecho humano fundamental, el cual es garantizado para todo aquel que esté en la condición física necesaria para ofrecer una mínima cantidad de trabajo. En contraste, Parecon garantiza que las necesidades básicas son satisfechas solo en cuanto a que sean bienes públicos caracterizados o que sean cubiertos por compasión y por una ganancia básica garantizada para los desempleados y para aquellos que no pueden trabajar.

### Democracia en el ámbito social
Una democracia inclusiva es inconcebible a menos que sea extendida a un dominio social más amplio que sea capas de cubrir el lugar de trabajo, los hogares, las instituciones educativas y en verdad, todas las instituciones económicas y culturales, las cuales constituyen un elemento del ámbito social. La distribución igualitaria de poder en estas instituciones es asegurada a través de la creación de asambleas del pueblo envueltas en cada lugar de trabajo o educación (reuniones de trabajadores, reuniones de profesores y estudiantes respectivamente) siendo estas quienes toman todas las decisiones importantes acerca del funcionamiento de estos lugares, dentro del formato de las decisiones tomadas por las reuniones demóticas de ciudadanos en relación con el objetivo general de producción, educación y cultura respectivamente. Las reuniones son federadas a nivel regional y confederal, de forma que, la reunión confederada de trabajadores, profesores, estudiantes, etc. puedan envolverse en un proceso de interacción constante con las reuniones confederadas de ciudadanos para definir el “interés general” de la sociedad.
Un asunto crucial con respecto a la democracia en la arena social es la democratización de los hogares. Una posible solución es la remoción de la división entre los doméstico y lo público. Así, algunas escritoras feministas, particularmente eco-feministas, glorifican el oíkos (hogar) y sus valores como substitutos para la polis (ciudad) y sus políticas. Esto puede ser entendido como un atento de disolver lo público dentro de lo privado. En el otro extremo, algunas feministas marxistas atentan remover la división pública/privada disolviendo todo espacio privado en un espacio singular público, una esfera socializada o estado fraternal. Otra solución posible es, considerar de entrada que lo doméstico pertenece al sector privado, para ‘democratizarlo’ en el sentido de que las relaciones de lo doméstico sean preponderantes con respecto a las relaciones democráticas, y que lo doméstico debe tomar una forma consistente con la libertad de todos sus miembros.
Pero, para el proyecto de la DI, el asunto no es la disolución de la división de los sectores públicos y privados. El asunto real es, mantener e incrementar la autonomía de ambos sectores, arreglos institucionales como estos, son adoptados para facilitar la introducción de la democracia a nivel doméstico y social en general (lugar de trabajo, establecimiento de la educación, etc.) y al mismo tiempo incrementar el arreglo institucional de las democracias políticas y económicas. En este sentido, una democracia efectiva es solo concebible si el tiempo libre es igualmente distribuido entre todos los ciudadanos, lo cual requiere terminar la presente relación jerárquica en lo doméstico, en el lugar de trabajo y en cualquier parte. Más aún, la democracia en la arena social, particularmente en lo doméstico, requiere arreglos institucionales los cuales reconozcan el carácter de lo doméstico como un elemento que procura la satisfacción de necesidades, y que a la vez integra los cuidados y servicios que lo doméstico proporciona en el cuadro general de la satisfacción de las necesidades.

### Democracia ecológica
Como subraya Steven Best, “En un contraste total con las limitaciones del movimiento de defensa de los animales (AAM) y con todos los otros grupos que defienden causas reformistas, Takis Fotopoulos presenta una vista más amplia de la dinámica humana y las instituciones sociales, sus impactos en el planeta, y sus consecuencias en la sociedad misma. Mediante la combinación de los conceptos de anti-capitalismo, democracia radical, asuntos ecológicos en un concepto más amplio llamado “democracia ecológica,” Fotopoulos describe esta noción como “el marco institucional que persigue la eliminación de todo intento humano de dominar el mundo natural, en otras palabras, es un sistema que busca la integración el hombre con l naturaleza. Esto implica transcender el punto de vista instrumentalista presente acerca de la naturaleza, el cual considera la naturaleza como un instrumento de crecimiento, dentro de un proceso sin límites de concentración de poder.”
Algunos críticos de la democracia inclusiva preguntan cuales son las garantías que la democracia inclusiva ofrece para asegurar una mejor relación sociedad/naturaleza, que la relación planteada por los sistemas alternativos representados por la economía de mercado o el socialismo de estado. Por ejemplo, un eco-economista bastante conocido indica que “el ‘requerido’ consenso ecológico entre los habitantes de ecotopía tal vez no sea asegurado mediante el establecimiento de una democracia Ateniense, donde todos los integrantes son educados y racionales”. Sin embargo, los defensores de la DI sostienen que esta crítica es una clara falsa concepción del objetivo fundamental de la democracia porque, “si nosotros la vemos como un proceso de auto-institución social donde no existe ningún código de conducta humano divino o objetivamente definido, entonces, la necesidad de tales garantías es innecesaria. Por tanto, la substitución de la economía de mercado por un nuevo marco institucional de democracia inclusiva constituye la sola condición necesaria para desarrollar una relación armoniosa entre el mundo natural y el social. La condición suficiente se refiere al nivel de conciencia ecológica de los ciudadanos. Todavía, el cambio radical en el paradigma social dominante que sigue como consecuencia de la institución de la democracia inclusiva, combinado con el papel decisivo que paideia jugara en un marco institucional orientado hacia la protección del medio ambiente, podría racionalmente esperarse que conduzca a un cambio radical en la actitud humana hacia la Naturaleza”.
Los defensores del marco institucional de la DI también claman que este ofrece la mejor esperanza para una mejor relaciones humanas con la naturaleza, que la que podría ser alcanzada en una economía de mercado, o una basada en le socialismo de estado. Los factores que soportan esta visión se refieren a los tres elementos de la democracia inclusiva: político, económico y social.
La democracia política presupone una descentralización radical (física o administrativa) dentro de una sociedad confederada, la cual, por sí misma, debería incrementar su carácter amigable hacia el medio ambiente. Más aún, la democracia política debe creare un espacio público, un hecho que significativamente reduciría la apariencia de materialismo a través de proveer un nuevo significado a la vida, el cual pueda llenar el presente vació existencial que la presente sociedad de consumo crea. La democracia económica sustituye la dinámica de la presente economía de mercado capitalista la cual conduce al crecimiento por sí mismo, por una nueva dinámica social que apunta a la satisfacción de las necesidades del pueblo (demos). Si la satisfacción de las necesidades demóticas no dependen, como en el presente, en la expansión continua de la producción para cubrir las “necesidades” que el sistema de mercado crea por sí mismo, y si la sociedad es reintegrada con la economía, entonces, no hay razones por la que la presente visión instrumentalista de la Naturaleza continuaría condicionado la conducta humana. Particularmente a esto, y contrario a los modelos socialista que son ‘centralistas’, el objetivo de la producción en la democracia inclusiva, no es el crecimiento económico, sino, la satisfacción de las necesidades básicas de la comunidad, y de aquellas necesidades no-básicas para las cuales los miembros de la comunidad expresan su deseo, y están dispuestos a trabajar extra tiempo para alcanzarlas. Esto implica una nueva definición de eficiencia económica, no basada en un estrecho criterio tecno-económico de minimizar la entrada y maximizar la salida como en ciertos modelos socialistas como Parecon, sino, en criterios que aseguran la satisfacción total de las necesidades definidas democráticamente por todos los ciudadanos, así como las necesidades no básicas que ellos decidan satisfacer. – incluso si esto envolviera cierta cantidad de ineficiencia de acuerdo con el criterio ortodoxo económico. Finalmente, la democracia en la arena social debería ser un paso decisivo en la creación de la condición suficiente para desarrollar una relación armoniosa naturaleza-sociedad, para disminuir gradualmente la relación patriarcal en lo doméstico y en toda relación jerárquica en general, para crear un nuevo ethos de no dominación, el cual abarcaría tanto a la sociedad como a la naturaleza.

### Webs
- Página Democracia Inclusiva
- The International Journal of Inclusive Democracy website
- Democracy & Nature
- Archivo de Takis Fotopoulos'
- "Qué es la democracia incluyente?", PDF
- Debate entre la propuesta de la democracia inclusiva y la de la economía participativa
- Transcripción de un vídeo de o. Ressler, grabado en Londres, Gran Bretaña
- Steven Best:"Crisis Culture and the Waning of Revolutionary Politics"
- "The Multidimensional Crisis and Inclusive Democracy" by Takis Fotopoulos, entire book online in english, 2005.
- The myths about the economic crisis, the reformist left and economic democracy Takis Fotopoulos, The International Journal of Inclusive Democracy, vol4, no4, 2008
- ¿Qué hacer?: La encrucijada social que vivimos no admite dilatorias, y si quienes gobiernan no reaccionan, es la sociedad civil que deberá tomar cartas en este espinoso asunto

### Videos
- Takis Fotopoulos' Interview to Oliver Ressler about Inclusive Democracy. This is an interview with Takis Fotopoulos taken by Oliver Ressler for his video series "Alternative Economics, Alternative Societies" on July 19th 2003, about the Inclusive Democracy project. English and Greek subtitles are available. In this video, Fotopoulos discusses the constituents of Inclusive Democracy: Political, Economic, democracy at the Social level and Ecological democracy. He is also offering an introductory analysis of the ID' s proposed economic model for a state-less, market-less and money-less economy. Finally, he refers to the transitional strategy for the transformation to an autonomous society, for an Inclusive Democracy..
- Takis Fotopoulos talk on the Multidimensional Crisis and Inclusive Democracy, Oxford University, November 2008. https://web.archive.org/web/20110604115437/http://video.google.com/videoplay?docid=-8512243123119446521